# Santo Domingo Este
Santo Domingo Este es el municipio más grande y poblado de la provincia Santo Domingo, en la República Dominicana. Forma parte del Gran Santo Domingo y se ubica al este del río Ozama, frente al Distrito Nacional. Su crecimiento urbano y económico ha sido notable, convirtiéndose en un importante centro comercial, industrial y residencial. Entre sus principales vías destacan la avenida Las Américas, la carretera Mella y la autopista San Isidro, que conectan el municipio con el resto del país.
Este municipio alberga sitios históricos y turísticos de gran relevancia, como el Faro a Colón, donde reposan los restos de Cristóbal Colón, el Acuario Nacional y el Parque Nacional Los Tres Ojos, un conjunto de cavernas con lagos subterráneos. Además, cuenta con una amplia oferta educativa, centros comerciales modernos y una activa vida cultural. Su economía se sustenta en el comercio, la industria y los servicios, además de la cercanía al puerto de Caucedo y al Aeropuerto Internacional de Las Américas.
Santo Domingo Este se divide en sectores y barrios como Villa Duarte, Los Mina, Alma Rosa y Ensanche Ozama, cada uno con su propia identidad y dinamismo. La administración municipal corresponde a la Alcaldía de Santo Domingo Este, responsable de coordinar aspectos relacionados con el desarrollo urbano y la prestación de servicios públicos. Con una población que supera el millón de habitantes, el municipio presenta un continuo crecimiento poblacional y urbano dentro del contexto metropolitano del país.

## Localización
Está ubicado en la parte oriental del río Ozama, el cual divide el Distrito Nacional de la provincia Santo Domingo. 

## Límites
Municipios limítrofes:
|                      | Norte: Santo Domingo Norte y Monte Plata |                                          |
| Oeste: Santo Domingo |                                          | Este: San Antonio de Guerra y Boca Chica |
|                      | Sur: Mar Caribe                          |                                          |

## Distritos municipales
Está formado por los distritos municipales de:
| Nombre             | Código   |
| ------------------ | -------- |
| Santo Domingo Este | 10320101 |
| San Luis           | 10320102 |

## Demografía
Según el censo de 2022, el municipio tiene 1 029 117 habitantes, haciéndolo el municipio más poblado de la República Dominicana.

## Historia
Santo Domingo Este fue establecido como municipio en 2001 durante la creación de la provincia Santo Domingo, separada del Distrito Nacional mediante la ley #163 de 2001 (163-01). Originalmente San Antonio de Guerra era parte del municipio Santo Domingo Este hasta que fue elevado a municipio en febrero de 2005.
Desde 1975, la gente de Santo Domingo Este promovió la idea de convertirse en una zona autónoma en términos de gobierno local. En 1984 se introdujo al Congreso Nacional el primer proyecto de ley con el objetivo de crear la provincia de Santo Domingo Oriental, pero en ese momento se alegó que al ser aprobado dicho proyecto se incurriría en un acto de carácter inconstitucional.
En 2003, se construyó la Villa Panamericana que fue complejo de habitaciones donde fueron alojados los atletas y entrenadores durante los Juegos Panamericanos Santo Domingo 2003.

## Educación
SDE cuenta con grandes centros de estudios públicas y privadas, como son:
- Bright People American School.
- Cathedral School.
- Colegio Los Angelitos del Oriente.
- Centro de Formación Los Clavelines.
- Centro de Educación Integral Vivi.
- Centro de Estudios Morayca.
- Centro de Excelencia de Media Prof. Liduvina Cornelio.
- Centro Educativo Amparo Divino.
- Centro Educativo Bíblico Cristiano.
- Centro Educativo Brisa Oriental.
- Centro Educativo La Inmaculada Fe y Alegría.
- Centro Educativo de la Gracia (CEG).
- Centro Educativo Fe y Esperanza.
- Centro Educativo Iberoamericano (CEDIBA).
- Centro Educativo Invi-Ronda.
- Centro Educativo Invivienda.
- Centro Educativo Joseph Caanan.
- Centro Educativo Las Américas.
- Centro Educativo Legado de Gracia (CELEGRA).
- Centro Educativo Niño Keythel.
- Centro Educativo Nuevo Renacimiento.
- Centro Educativo Ovidio Decroly.
- Centro Educativo Renacer.
- Centro Educativo Santa María.
- Centro Educativo Siglo XXI.
- Centro Psicopedagógico Rosa Angelical.
- Centro Psicopedagógico Ozama.
- Colegio Cardenal Sancha.
- Colegio Cervantes.
- Colegio Charles de Gaulle.
- Colegio Cristo de los Milagros.
- Colegio Divina Providencia.
- Colegio Gregorio Hernández.
- Colegio Happy Learning School.
- Colegio Hogar Infantil Corazón de Jesús.
- Colegio Horizontes Dominicanos
- Colegio Juana de Arco.
- Colegio Look At Me.
- Colegio Las Manos Son para Accionar.
- Colegio Los Clavelines.
- Colegio Majac Montessori.
- Colegio Montessori oriental.
- Colegio Genial Montessori.
- Colegio Nuestra Señora de Fátima.
- Colegio Maranatha de Doña Gladys.
- Colegio Nuevo Atardecer.
- Colegio Nuestra Señora del Perpetuo Socorro.
- Colegio Purísima Concepción.
- Colegio San Cirilo de Jerusalén.
- Colegio San Francisco de Asís.
- Colegio San José Obrero.
- Colegio San Martín de Porres.
- Colegio San Ramón Nonato.
- Colegio San Vicente de Paúl.
- Colegio Santa María.
- Colegio Santa Rosa de Lima.
- Colegio Santa Rosa renacer.
- Colegio Santa Teresa.
- Colegio Sol Naciente.
- Colegio Padre Pío de Pietrelcina.
- Colegio Tirso de Molina.
- Colegio Víctor Manuel.
- Colegio Adventista Ozama.
- Colegio Cristiano Del Rey.
- Colegio Evangélico Maná del Cielo.
- Colegio Experimental Nuevo Orden.
- Colegio Infantil Carrusel de Ángeles.
- Colegio Instituto Dionarys Elizabeth.
- Colegio Maternal Lily.
- Colegio Parroquial La Milagrosa.
- Colegio Parroquial San Marcos.
- Colegio Psicopedagógico Los Girasoles.
- Centro de Aprendizaje y Formación Aprender Haciendo (CAFAH).
- Escuela Celina Pellier.
- Escuela Demetrio Betances.
- Escuela San Juan.
- Escuela Socorro Sánchez.
- Escuela Básica Manuel B. Troncoso.
- Escuela Básica Piky Lora.
- Escuela Dominicana de Informática Y Tecnología Computarizada (EDITECO).
- Escuela-Liceo Liliam Portalatín Sosa.
- Escuela Primaria Savica de Alma Rosa.
- Escuela Primaria e intermedia Patria Mella.
- INATEC.
- Instituto Politécnico Colombina Canario.
- Instituto Politécnico Monseñor Juan Félix Pepén.
- Instituto Politécnico Prof. Juan Bosch.
- Instituto Politécnico Prof. Pilar Constanzo.
- Instituto Técnico Superior Comunitario (ITSC).
- Instituto Tecnológico Simón Orozco.
- Liceo Alma Rosa.
- Centro en Artes Dr. Fabio Amable Mota.
- Instituto Tecnológico Fabio Amable Mota.
- Liceo Matutino Ramón Emilio Jiménez.
- Liceo Técnico Manuel del Cabral Fe y Alegría.
- Centro en Artes María Marcia Comprés de Vargas.
- Politécnico María de la Altagracia.
- Politécnico Virgen de la Altagracia (CEPVA).

En su área militar se encuentran el Colegio Nuestra Señora del Perpetuo Socorro, Academia Militar Batalla de Las Carreras, Academia Naval de la Marina de Guerra y la Academia de las Fuerza Aérea Dominicana.
Además existe una extensión de la Universidad Autónoma de Santo Domingo.

## Salud
Santo Domingo Este cuenta con hospitales de gran renombre y muy concurridos, como el Hospital Dr. Darío Contreras, el Hospital Local El Almirante y Hospital Materno Infantil San Lorenzo de Los Mina, entre otros.

## Comercio
Una de sus principales actividades es la venta de productos agrícolas como arroz, habichuelas, guandules, carnes y otros. También la economía informal (buhoneros y chiriperos) tiene mucha preponderancia.
Tiene varias zonas francas, entre las cuales figuran la de Hainamosa, que a su vez cuenta con 11 empresas y tres mil empleados; San Isidro, que cuenta con 26 empresas y 7470 empleados, Los Minas, que cuenta con varias empresas y 6000 empleados, además del Parque Industrial Nueva Isabela y la Zona Franca de Las Américas.
Asimismo, las firmas Barceló, Manufacturera Sociedad Industrial, Lácteos Dominicanos, Parmalat, Aster, Éxito Visión, Helados Bon, Supermercados Nacional, Cervecería Nacional Dominicana, EDE Este, CLARO, Altice, industrias de construcción, fábricas de bloques, Molinos Dominicanos. Además, granjas de pollo y productores de cerdos, caña de azúcar, entre otros.
El comercio en esta zona es amplio y variado, Multicentro La Sirena, Plaza Lama, el Mercado de Los Mina. Solo en el área de la Avenida Charles de Gaulle, existen más de 400 comercios y una proliferación de discotecas, bares y restaurantes que generan más de 50 mil empleos directos e indirectos, principalmente a lo largo y ancho de la Avenida San Vicente de Paul y la Avenida Venezuela.

## Lugares de esparcimiento
Santo Domingo Este cuenta con grandes lugares de recreación y centros comerciales, tales como; Mega Centro y Coral Mall. Estos se han convertido en lugares muy común, donde los residentes tienen la posibilidad de encontrar gran variedad de productos y lugares para el ocio, como cines, centros de internet, videojuegos, entre otros. También cuenta con un gran número bares y discotecas, como también restaurantes para el disfrute de todos los pobladores, concentrados mayormente en la avenida Venezuela y la San Vicente de Paul.
El único acuario del país, el Acuario Nacional; y un parque acuático se ubican en esta zona. 
En el ámbito deportivo se destaca el Parque del Este como principal centro deportivo, que cuenta con canchas de tenis y de baloncesto, cicloruta, estadio de fútbol, pabellones de esgrima, lucha, hockey sobre césped, y un anfiteatro para eventos y práctica de halterofilia. Figuran además, el Club Calero de Villa Duarte, el Club Los Trinitarios, Parque Mirador Este y el Hipódromo V Centenario, los polideportivos de la Base Aérea de San Isidro, Invivienda, Bello Campo, Los Mina. El Autódromo de Las Américas se encuentra también en éste municipio y es muy concurrido por la afición amante del automovilismo. No cuenta con estadio profesional, pero hay varios campos de béisbol de buen nivel.
En el municipio se encuentran, a su vez, varios clubes institucionales, como el club del Legislador y de la empresa Shell (en la avenida España), el club de Aduanas, entre otros.

## Principales avenidas, carreteras y autopistas
De este a oeste:
- Carretera Mella, popular por el comercio informal.
- Carretera de Mendoza.
- Avenida Coronel Rafael Tomás Domínguez (Aut. de San Isidro).
- Avenida España.
- Avenida Las Américas, popular por ser la mayor terminal.
- Avenida Mirador del Este, también llamada Avenida Ecológica.
- Avenida Bulevar al Faro.

De norte a sur:
- Avenida Charles de Gaulle, popular por su gran actividad comercial.
- Avenida San Vicente de Paul.
- Avenida Venezuela, Popular por su gran vida nocturna. También posee un cine, y sucursales de bancos.
- Avenida Sabana Larga.
- Calle 19, antes llamada Avenida Jardines del Este.
- "Avenida Hipódromo" Por la sede del Hipódromo de Santo Domingo.

## Lugares de interés turístico
- Acuario Nacional.
- Avenida del Puerto.
- Faro a Colón.
- Los Tres Ojos.
- Monumento a la Caña.
- Muelle Turístico de Sans Soucí.
- Parque Mirador Este.
- Parque Turístico Cavernario.
- Parque Mirador Manantiales del Cachón de la Rubia
- Parque nacional Los Tres Ojos.